# 分部光嘉
分部 光嘉（わけべ みつよし）は、戦国時代から安土桃山時代にかけての武将・大名。伊勢の国衆長野氏の一族・細野藤光の子として生まれ、同族の分部氏を継ぐ。長野家の養子となった織田信包（織田信長の弟）に仕えて伊勢上野城主となり、のちに豊臣政権下で独立大名となった。関ヶ原の戦いの際には東軍に属し、安濃津城での籠城戦（安濃津城の戦い）で功績を挙げ、伊勢上野藩2万石の大名となった。名は政寿（まさとし）などとも伝わる。

## 生涯

### 長野氏家臣・分部氏を継ぐ
天文21年（1552年）、伊勢国の豪族・細野藤光の次男として誕生。細野氏は中勢地域に勢力を張っていた長野氏（長野工藤氏）の一族で、長野地区の細野城を拠点としていたが、弘治年間（1555年 - 1558年）に安濃城を築いて移ったという。光嘉は同じく長野氏の一族であった分部光高の養嗣子となり、光高の養女（実は光高の妹）を娶った。分部氏は安濃郡分部村（現在の津市分部町）を発祥地とするが、この頃にはすでに奄芸郡上野村（現在の津市河芸町上野）の上野城を拠点としていたという推測もある。
長野氏は永禄元年（1558年）に北畠氏から長野具藤を養子に迎え、北畠氏の傘下に入っていたが、永禄11年（1568年）に織田信長が伊勢に侵攻してくると、対応をめぐって長野家中は分裂することとなった。養父の光高は信長に通じ、信長の弟（後の織田信包）を長野氏の養子に迎えた（長野信良を称するが、のちに織田に復姓している。本項では以下「織田信包」とする）。翌永禄12年（1569年）、光高は織田軍の一員として北畠攻めに参加して戦死した。『寛政重修諸家譜』によれば、永禄10年（1567年）3月16日の羽野合戦において光高は戦死、16歳の光嘉は2か所の傷を受けながら戦功を立てたという。永禄12年（1569年）3月に織田信包から出された感状が伝わっている。

### 織田信包に仕える
家督を継いだ光嘉は、織田信包に仕え、奄芸郡中山村（現在の三重県津市栗真中山町）の中山城を居城としていた。信包は、安濃津城が完成するまでの仮城として元亀2年（1571年）に上野城に入城したが、安濃津城などの築城の指揮にあたったのが光嘉であるという。天正8年（1580年）、信包が完成した安濃津城に移ると、光嘉は上野城代となった（『寛政譜』では、中山城主であった光嘉が上野城を築いて移ったと記している）。もともと中山村にあった臨済宗東福寺派の圓光寺は、光嘉が中山城から上野城に移った際に上野の現在地に移転し、分部家の菩提寺としたという。
織田信包に従った光嘉は、天正9年（1581年）の第二次天正伊賀の乱で功績を挙げた。本能寺の変後、織田信包は羽柴秀吉に従っており、光嘉は松ヶ島城の戦い（家康・織田信雄方の滝川雄利が籠る松ヶ島城を、秀吉方が攻めた戦い）でも武功があった。
『寛政重修諸家譜』によれば、光嘉の活躍は富田知信（富田一白）や津田四郎左衛門（津田盛月）を通して秀吉の耳にも届き、また徳川方の援軍として松ヶ島城に派遣された服部正成からも家康に報告されたという。徳川家康は伊勢国に出馬した際に光嘉を味方に誘ったが、光嘉は「分部家は代々長野家に仕えてきたので、信包を補佐してその家を興したい」と返答したとされ、のちに信包の家が衰えた際に再度働きかけた際にも答えは同じであったという。

### 独立大名となる
文禄3年（1594年）、織田信包は秀吉の命により近江国に移されたが、光嘉は信包から離れることとなった。文禄4年（1595年）8月4日に秀吉から伊勢国飯野郡・度会郡・一志郡内で3000石を与えられ、独立大名となる。慶長2年（1597年）5月晦日に奄芸郡で1280石、慶長3年（1598年）7月16日に一志・度会郡内で5780石を加増され、1万石余の大名となった。この間の慶長2年（1597年）12月10日、従五位下左京亮に叙任。

### 関ヶ原の戦い：安濃津城の戦い
慶長5年（1600年）、徳川家康の会津征伐に従軍して小山に至ったが、西軍挙兵の報を受けると家康の指示を受けて安濃津城主富田信高とともに急ぎ伊勢国に帰国した。光嘉は上野城を放棄し、信高の安濃津城に入城してともに守備に当たり、毛利秀元・長束正家ら西軍の大軍の攻勢によく耐えた（安濃津城の戦い）。西軍との交渉が成立し安濃津城は開城し、光嘉は高野山にのぼった。
関ヶ原の戦いが東軍の勝利に終わると、安濃津城での軍功が賞され、慶長6年（1601年）3月1日に本領安堵の上で奄芸郡内で1万石の加増を受け、2万石の大名となった（伊勢上野藩）。

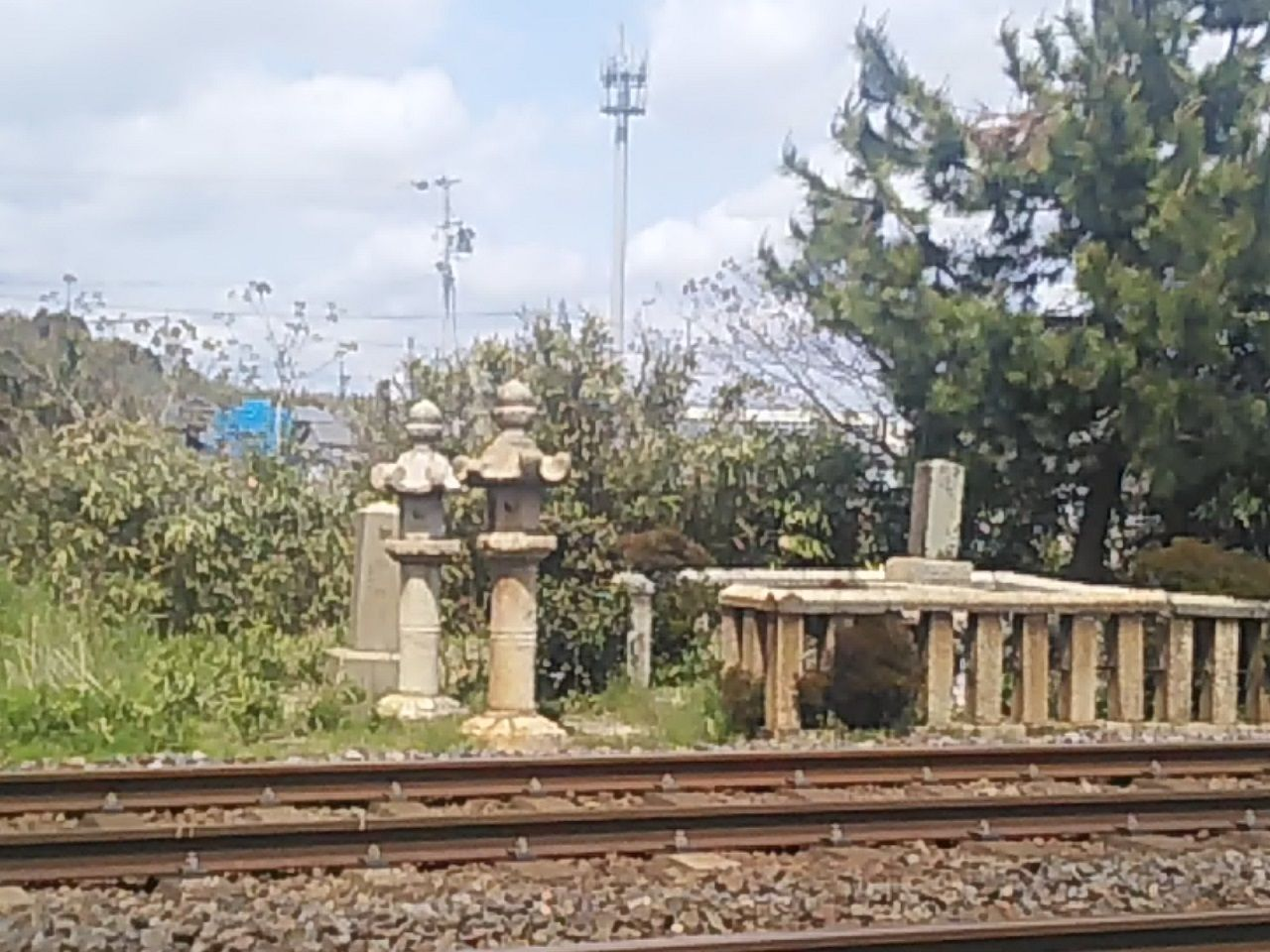
津市河芸町の華林廟

慶長6年（1601年）11月29日に死去した。享年50。前年の籠城戦で受けた傷が悪化したためという。光嘉には実子として分部光勝がいたが、慶長4年（1599年）に早世していたため、光嘉の外孫にあたる分部光信（長野正勝と、光嘉の娘の間に生まれた子）が嗣子となる。

## 系譜

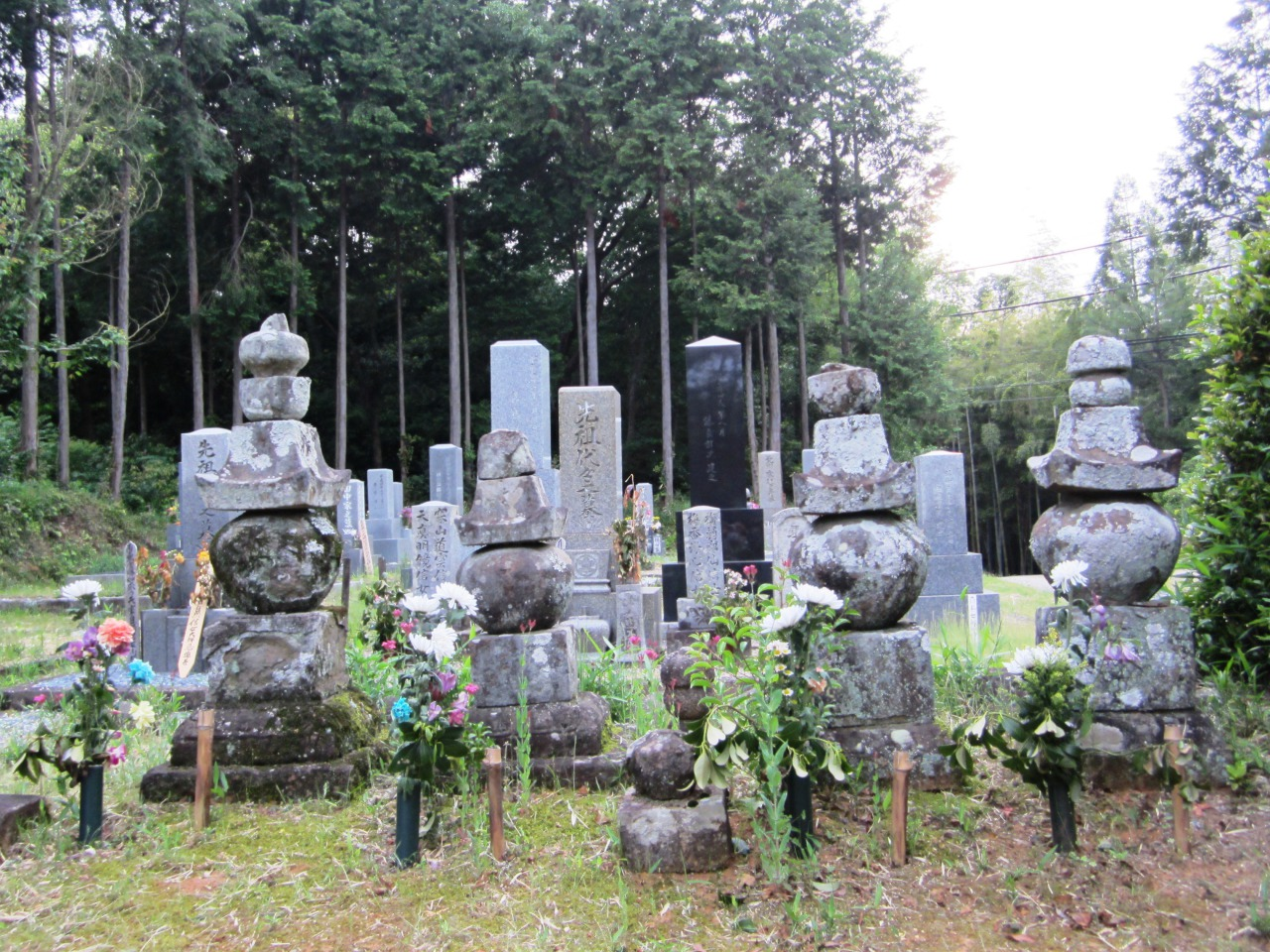
圓光寺にある分部一族の墓所。
左から光嘉、光勝（光嘉男）、万（光嘉室）、光高（光嘉養父）の墓。

特記事項のない限り、『寛政重修諸家譜』による。子の続柄の後に記した ( ) 内の数字は、『寛政譜』の記載順。
- 父：細野藤光
- 母：峰道正の娘
- 養父：分部光高
- 正室：分部光高の養女（分部光恒の娘）
  - 長男(1)：分部光勝
  - 女子(2)：長野正勝室
  - 女子(3)：渡辺久勝室
- 養子
  - 男子(4)：分部光信 - 長野正勝の子

### 補足
- 正室は分部光高の妹であり（光恒は光高の父でもある）、実兄の養女として光嘉に嫁いだ[1]。正室の実名について、圓光寺の分部家墓所の案内板には「万」と記している[15]。慶長13年（1608年）8月6日没[15]。
- 娘婿の一人・長野正勝は尾張出身でもとは恒川氏であったが、長野信良（織田信包）から長野名字を許された人物である（分部光信#系譜参照）。

## 備考
- 日本刀の名物「分部志津」[16]（重要文化財。文化財としての指定名称は「刀〈無銘伝志津／〉」[17][16][18]）は、分部光嘉が所持して徳川家康に献上したことからこの通称がある[19]（関ケ原の合戦後、光嘉が加増を受けた際に返礼として家康に献上したのではないかという推測がある[19]）。南北朝時代の志津三郎兼氏の作と伝えられるこの刀は[19]、家康から徳川頼宣に譲られ、紀州徳川家に伝来した[19]。